# Браве, Огюст
Огюст Браве́ (фр. Auguste Bravais; 23 августа 1811, Анноне, — 30 марта 1863, Ле-Шене) — французский физик и один из основателей кристаллографии.

## Биография
Окончив курс в Политехническую школу в Париже, Браве поступил во флот; в качестве морского офицера он совершил путешествия в северные страны, где произвел много метеорологических и геологических наблюдений.
Получив чин лейтенанта, он оставил морскую службу и был приглашен профессором астрономии в Лион. Несколько лет спустя, Браве занял кафедру физики в альма-матер, a в 1854 году был избран членом Парижской академии наук.
Положил начало геометрической теории структуры кристаллов, найдя в 1848 году основные виды пространственных решёток (см. решётка Браве) и высказав гипотезу о том, что они построены из закономерно расположенных в пространстве точек.

## Сочинения
- Note sur les polyèdres simétriques de la géometrie, "Journal de mathématiques pures et appliquées", 1849, t. 19;
- Sur les systèmes formés par des points distribués régulièrement sur un plan ou dans l'espace, "Journal de l'École polytechnique", 1850, t. 19;
- Études cristallographiques, P., 1866.